# Eva Kjer Hansen
Eva Kjer Hansen (Aabenraa, 26 augustus 1964) is een Deens politica van de liberale partij Venstre. 

## Biografie
Hansen was aangesloten bij de jeugdbeweging van de Venstrepartij. Tussen 1982 en 1985 was ze lid van het landelijk partijbestuur. Vanaf 1985 stelde Hansen zich kandidaat voor het Deense parlement, het Folketing, en in 1990 werd ze hierin voor het eerst gekozen. Vier jaar later maakte Hansen de overstap naar het Europees Parlement, waarin zij vicevoorzitter was van de ALDE-fractie. Tevens was Hansen er vertegenwoordigd in de commissie begroting. Ze bleef Europarlementariër tot juli 1999.
Na de parlementaire verkiezingen van 2001 was Hansen woordvoerder namens haar partij op de portefeuille Sociale Zaken. In augustus 2004 werd ze benoemd tot minister van Sociale Zaken en Gendergelijkheid in het kabinet van partijgenoot Anders Fogh Rasmussen. In september 2005 raakte Hansen in opspraak nadat zij in de krant Jyllands-Posten had beweerd dat ongelijkheid in de maatschappij onvermijdelijk is. Volgens haar hielp de belasting op rijken niet bij de oplossing voor het armoedeprobleem. 
Tussen 2007 en 2010 was Hansen minister van Landbouw, Visserij en Voedsel in het derde kabinet van Anders Fogh Rasmussen en het aansluitende eerste kabinet van Lars Løkke Rasmussen. In 2010 keerde ze terug naar het Folketing. In juni 2015 werd Hansen benoemd tot minister van Voedsel en Milieu in het tweede kabinet van Lars Løkke Rasmussen, maar in februari 2016 trad ze vroegtijdig af. Tussen mei 2018 en juni 2019 was Hansen minister van Gendergelijkheid en Noordse Samenwerking, wederom onder premier Lars Løkke Rasmussen.
- Gemeinsame Normdatei: 1241146373
- International Standard Name Identifier: 0000 0004 9616 0956
- Library of Congress Control Number: n2019055139
- Virtual International Authority File: 8151897170424072704
- WorldCat: E39PBJfMpHPXj4GPxMYPpQwDMP